# Oroya peruviana

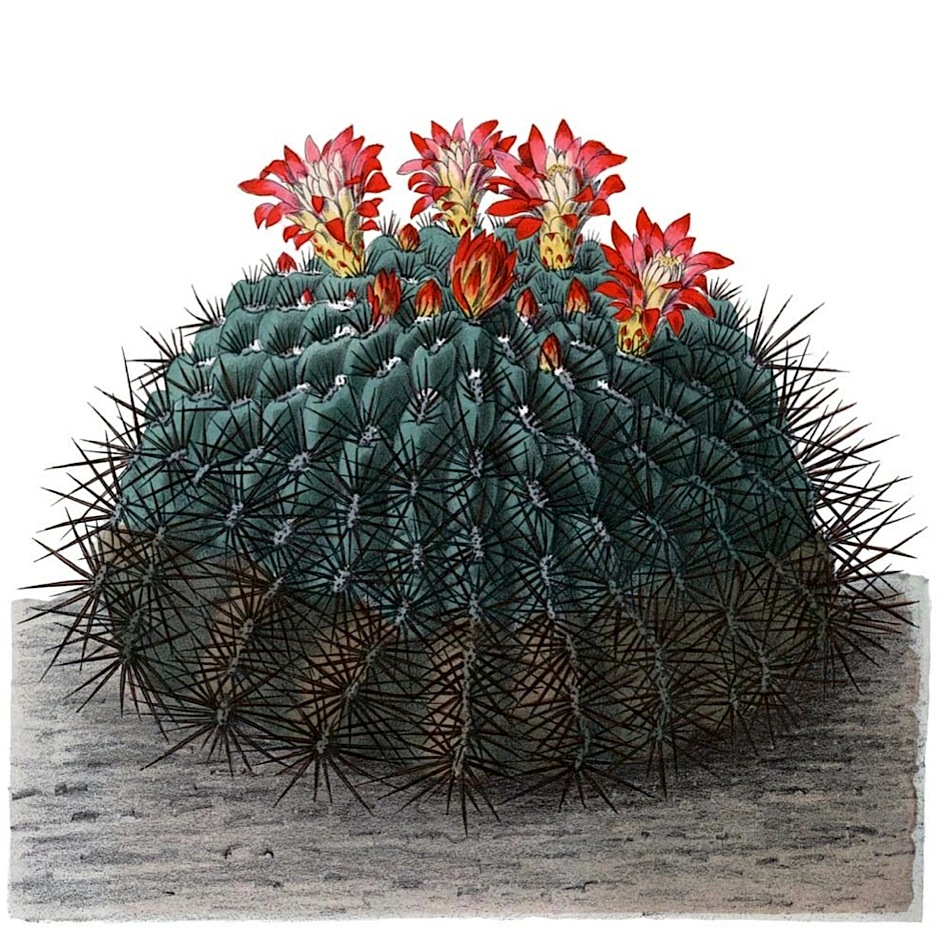
Oroya peruviana
Tafel 88 von 1906 aus Blühende Kakteen

Oroya peruviana ist eine Pflanzenart in der Gattung Oroya aus der Familie der Kakteengewächse (Cactaceae).

## Beschreibung
Oroya peruviana wächst meist einzeln mit niedergedrückt kugelförmigen bis kurz zylindrischen, blaugrünen Trieben die bei Durchmessern von 10 bis 14 Zentimetern Wuchshöhen von 5 bis 20 Zentimeter erreichen. Es sind 12 bis 30 gerundete, gekerbte und in Höcker gegliederte Rippen vorhanden. Die weißen Areolen sind stark verlängert. Die gelblichen bis rötlich braunen bis dunkelbraunen Dornen lassen sich nur schwer in Mittel- und Randdornen unterscheiden. Die 1 bis 3 Mitteldornen sind abstehend und bis 2 Zentimeter lang. Die 15 bis 24 kammförmig angeordneten Randdornen sind bis 1,5 Zentimeter lang.
Die Blüten erscheinen oft dicht gedrängt in der Nähe der Triebspitze aus jungen Areolen. Sie sind karminrot mit einer gelblichen Basis und im Inneren gelblich. Die Blüten sind bis 3 Zentimeter lang und erreichen Durchmesser von 2,2 Zentimetern. Die kurz keulenförmigen Früchte sind rötlich braun.

## Systematik und Verbreitung
Oroya peruviana ist in den peruanischen Regionen Junín, Cusco und Puno in Höhenlagen von 3000 bis 4200 Metern verbreitet.
Die Erstbeschreibung als Echinocactus peruvianus wurde 1903 durch Karl Moritz Schumann veröffentlicht. Nathaniel Lord Britton und Joseph Nelson Rose stellten sie 1922 in die Gattung Oroya.
In der Roten Liste gefährdeter Arten der IUCN wird die Art als „Endangered (EN)“, d. h. als stark gefährdet geführt.

## Nachweise